# Alexander Graham Bell Association for the Deaf and Hard of Hearing

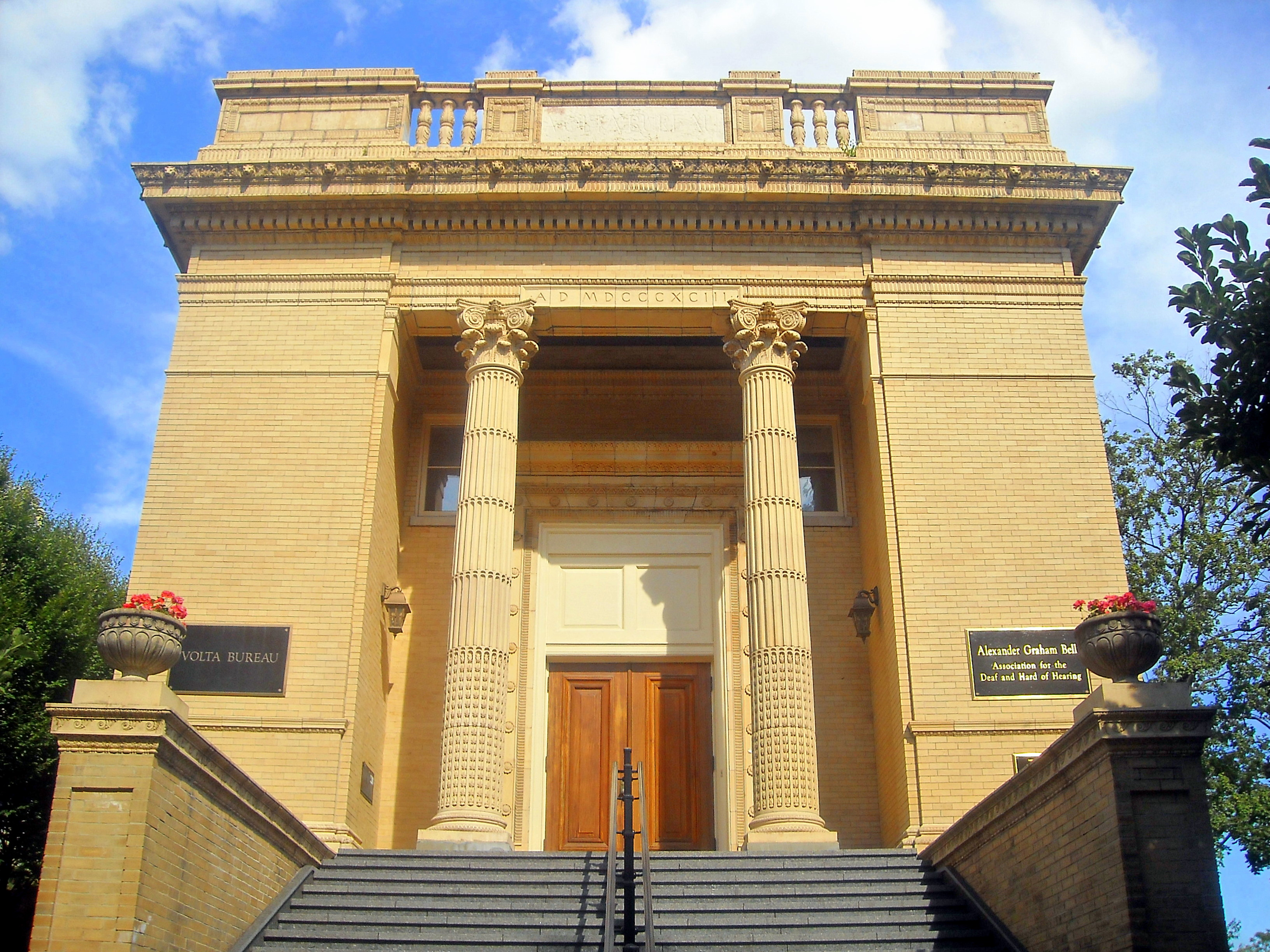
AG Bell Hauptsitz, Bells Volta Bureau Gebäude von 1893 in Washington, DC, mit dem Namensschild der Vereinigung auf der rechten Seite

Die Alexander Graham Bell Association for the Deaf and Hard of Hearing, auch als AG Bell bekannt, ist ein Unterstützungsnetzwerk und ein Fürsprecher für das Hören, Lernen, Sprechen und unabhängige Leben mit Hörbehinderung. Sie ist eine der ältesten und bekanntesten Organisationen, die sich für die Bedürfnisse der Schwerhörigen, Gehörlosen und deren Familien einsetzt.

## Geschichte
Der Vereinigung wurde im Jahr 1890 mit Hilfe des Taubstummenlehrers und Erfinders Alexander Graham Bell als American Association to Promote the Teaching of Speech to the Deaf (AAPTSD)  gegründet. Graham Bell war ihr erster Präsident. 1908 fusionierte sie mit Alexander Graham Bells Volta Laboratory and Bureau, das 1887 zur Förderung und Verbreitung von Wissen über die Gehörlosigkeit gegründet wurde. 1956 wurde sie in Alexander Graham Bell Association for the Deaf umbenannt, auf Anregung einer Mutter, deren gehörlosem Sohn es mit Hilfe der Vereinigung gelang nach dem Besuch einer normalen Schule einen Universitätsabschluss zu machen. 1999 wurde der Verein schließlich zur Alexander Graham Bell Association for the Deaf and Hard of Hearing.

## Organisation
Der Hauptsitz befindet sich in Washington, D.C. Es gibt in 30 US-Bundesstaaten Filialen (state chapters) und ein Netzwerk von über 40 internationalen Partnergruppen (affiliates). Die Vereinigung ist in drei Sektionen aufgeteilt, die Hörbehindertensektion für Erwachsene und Kinder, eine Elternsektion, welche für neue Eltern das erste Jahr gratis anbietet und die internationale Organisation zur Ausbildung von Hörbehinderten.

## Ziel
Die Vereinigung will die Unabhängigkeit durch Hören und Sprechen fördern. Sie ist seit ihrer Gründung auf Alexander Graham Bells Überzeugung fokussiert, dass alle Gehörlosen oder Schwerhörigen, wenn sie Gelegenheit erhalten, mit Hilfe ihres Restgehörs und der Hörgerätetechnologie lernen können, lautsprachlich zu kommunizieren.

## Tätigkeit
Seit ihrer Gründung fördert die AG Bell die Anwendung der Lautsprache für Gehörlose und Schwerhörige mittels Informationen, Ausbildung und Forschung und einer Checkliste für Eltern. Sie fördert die Hörgerätetechnologie für Kinder mit Hörverlusten durch Veröffentlichungen, Parteinahme, Ausbildung, Stipendien und finanzieller Unterstützung von Eltern und Kindern.
Das AG Bell-College-Stipendium Awards Program ermöglicht Studien mit Bachelor- oder Diplomabschluss für gehörlose und schwerhörige Vollzeitstudierende in der ganzen Welt.

## AG Bell Akademie
Die AG Bell Akademie (AG Bell Academy for Listening and Spoken Language, früher Auditory-Verbal-International AVI) wurde 2005 als Non-Profit-Organisation gegründet und fördert das Hören und Sprechen mit der Ausbildung von Fachleuten auf einem hohen Leistungsniveau (standards of exellence) und einem international anerkannten Diplom. Sie bildet Audiologen, Logopäden und Gehörlosenpädagogen, die bereits mit Hörgeschädigten arbeiten, hauptsächlich in der Anleitung zur praktischen Arbeit aus. 
Jährlich werden weltweit über 600 international anerkannte Diplome (davon rund 70 % in den USA) als Listening and Spoken Language Specialists (LSLS™) ausgestellt: davon 70 % als Therapeuten (Certified Auditory-Verbal Therapist LSLS Cert. AVT ™) und 30 % als Pädagogen (Certified Auditory-Verbal Educator LSLS Cert. AVEd™). Seit 2012 können die Examen auch außerhalb der USA (in Brisbane, Australien und Ontario, Kanada) abgelegt werden.

## Listening and Spoken Language Knowledge Center
Im Jahr 2012 konnte die AG Bell das Listening and Spoken Language Knowledge Center, eine Internetplattform für Eltern von gehörlosen Kindern, gehörlose Menschen und Fachleute, eröffnen. Es soll Eltern von gehörlosen Kindern während deren Entwicklung begleiten und enthält Tipps und Strategien, Checklists und Informationen über Gehörlosigkeit und Lautsprache sowie Videos und Unterstützungsbriefe von anderen Eltern. Das Center ist ein Vermächtnis von Helen Beebe (1909–1989), die Vorstandsmitglied der Alexander Graham Bell Association for the Deaf und die erste Präsidentin der Auditory-Verbal International AVI (dem Vorgänger der AG Bell Academy for Listening and Spoken Language) war.

## Publikationen
Die zwei ältesten Publikationen sind die Volta Review und die Volta Voices. Die Volta Review CEUs (continuing education units) offeriert ihren Lesern regelmäßige Ausbildungseinheiten (CEUs) zum Selbststudium der Volta Review.